# 庫爾克維茨湖
51°18′32.38″N 12°14′53.40″E / 51.3089944°N 12.2481667°E
庫爾克維茨湖（德語：Kulkwitzer See），是德國的湖泊，位於該國東部，由薩克森自由州負責管轄，面積1.5平方公里，海拔高度115米，最大水深32米，湖岸線長度8公里，水體容量3,000萬立方米。